# WAO!!
『WAO!!』（ワオ）は、オレスカバンドの1作目のフル・アルバム。2007年5月23日、Sony Music Associated Records/TERRY DOLLAR RECORD$より発売された。

## 解説
アルバムのタイトルは「We Are Oreskaband」の頭文字3文字を取って付けられた。
初回生産限定盤（DVD付）と通常盤の2形態。初回生産限定盤は三方背BOX仕様、バンド結成後から現在に至るまでの秘蔵ドキュメンタリー映像と6曲のミュージック・ビデオを収録したDVDが付属。

## 収録曲

### CD
- 初回生産限定盤と通常盤共に収録内容は同一

1. ピノキオ（2:19）
  - テレビアニメ『NARUTO -ナルト-』14代目エンディングテーマ（2006年7月5日 - 2006年9月27日放送分）
  - グリコポッキーチョコレートスペースシャワーTVバージョンコマーシャルソング
2. クーラーソサイエティ（1:35）
3. 爪先（3:55）
  - テレビアニメ『BLEACH』エンディングテーマ
4. 花のスカダンス（2:06）
5. 川のぼり（3:16）
6. アーモンド（3:55）
7. 忘れもの（3:55）
  - 大阪安達学園グループ『大阪観光専門学校･大阪ビジネスカレッジ専門学校』コマーシャルソング
8. U（4:06）
9. アスター（6:38）
10. Shall we Dance?（3:01）
11. さよならデジャヴ（4:08）
12. ナイフとフォーク（3:34）
13. チャック〜「隠しトラック：たん生日のうた（「チャック」終了後約17分30秒後に収録）」（20:07）

### DVD
1. オープニング
2. 「ピノキオ(ペンパルver.)」 ＜CLIP＞
3. オレスカバンド結成
4. 自主制作盤「ペンパル」発売
5. スプリットCD「PUNCH☆PARTY」発売
6. 『MINAMI WHEEL 2005』EXTRA EDITION出演
7. 初の自主企画イベント「平成サラダ合戦」開催
8. メンバー紹介インタビュー 初ON AIR
9. デビューミニアルバム レコーディング開始
10. グリコポッキーCF「花のポッキートレイン」撮影
11. グリコポッキーCF「花のポッキートレイン」ON AIR
12. 「花のスカダンス」 ＜CLIP＞
13. SKAの伝説的トロンボーン奏者リコ・ロドリゲスとセッションライブ
14. 大阪・堺駅前ストリートライブ
15. 「ピノキオ」CLIP撮影
16. メジャー・デビュー・ミニアルバム「俺」発売
17. 「ピノキオ」 ＜CLIP＞
18. 自主企画イベント「平成サラダ合戦☆☆」開催
19. 「FUJI ROCK FESTIVAL '06」ROOKIE A GO-GO ステージ出演
20. なんと…メンバーの体調不良…ライブ活動休止を発表
21. やったぁ!!復活ライブ!! 「MINAMI WHEEL 2006」出演
22. 地元・堺でのライブイベント「ROLLING堺～嗚呼!!この素晴らしき故郷～」出演
23. 1st Maxi Single「アーモンド」発売
24. 「アーモンド」 ＜CLIP＞
25. 「ピースキャンペーン」展開!!
26. RICO再び!!
27. 自主企画イベント「平成サラダ合戦☆3 ～年忘れスペシャル～」
28. 「COUNT DOWN JAPAN 06/07」出演
29. 両A面シングル「忘れもの/チャック」発売（完全生産限定盤）
30. 「忘れもの」 ＜CLIP＞
31. 「チャック」 ＜CLIP＞
32. 祝!!メンバー無事、高校卒業!!～初の海外ライブ公演大成功!! 「We Are Oreskaband Tour '07」スタート!!
33. オレスカバンド結成の地、母校での卒業記念ライブ
34. 3rd Single「爪先」発売
35. 「爪先」 ＜CLIP＞
36. メンバーメッセージ